# Marquartstein
Marquartstein é um município da Alemanha, situado no distrito de Traunstein, no estado da Baviera. Tem 13,41 km² de área, e sua população em 2019 foi estimada em 3.273 habitantes.